# Avatr 11
Avatr 11 (китайська: 阿维塔11 ; піньїнь : Ā wéi tǎ 11; вимовляється як «один один» а не «одинадцять») - середньорозмірний електричний SUV Coupé, що випускається під китайським брендом Avatr з 2022 року.

## Історія та опис моделі

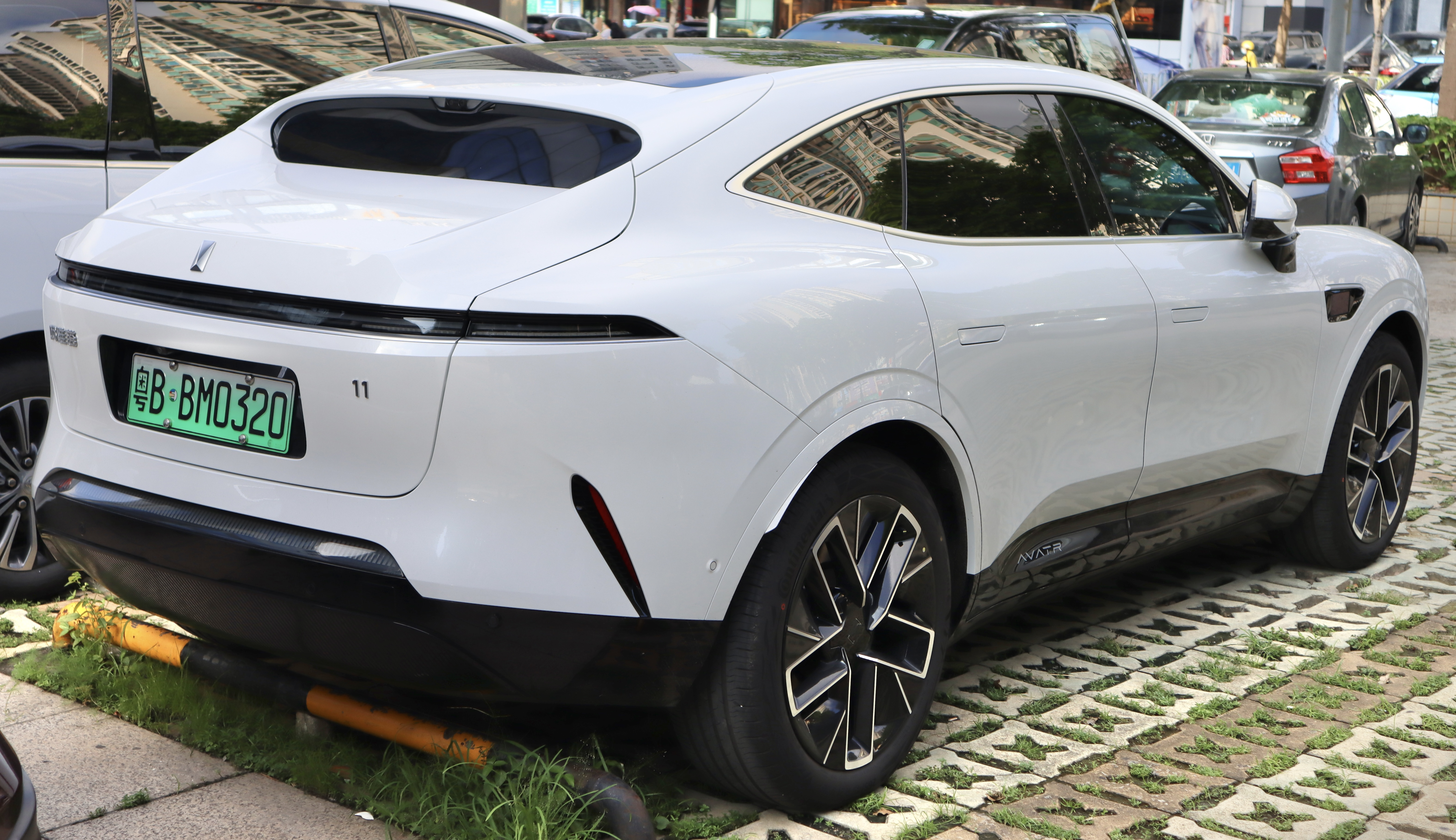
Avatr E11

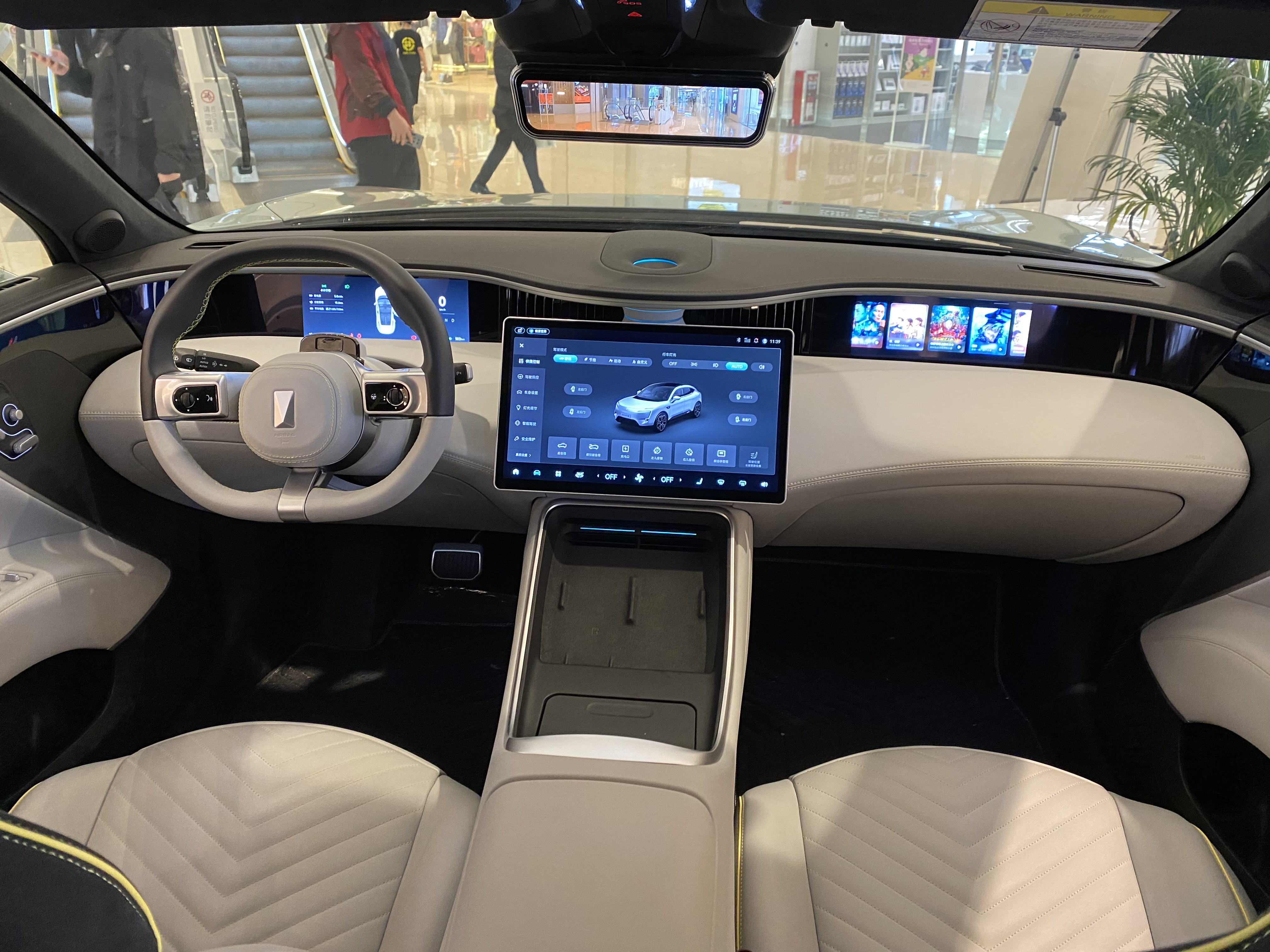

Позашляховик Avatr 11 довжиною 4,8 метра дебютував у середині листопада 2021 року як перший автомобіль від китайської компанії Avatr Technology. Автомобіль в авангардному стилі вирізнявся аеродинамічним силуетом з високо розташованими світлодіодними фарами, а також кришкою багажника незвичайної форми з вікном, обрамленим спойлером на даху.
Серед характерних деталей автомобіля були, зокрема: висувні дверні ручки, а також перевернута лінія вікон із загостреним завершенням, що збігається з низькою лінією даху.
Виробництво Avatr 11 почалося для внутрішнього китайського ринку в травні 2022 року. Ціна на Avatr 11 починається від 51 800 доларів, і є три комплектації автомобіля, усі з двомоторним повним приводом у стандартній комплектації.  Постачання двох дешевших варіантів Avatr 11 заплановано на грудень 2022 року. Очікується, що найкраща модель з’явиться в першому кварталі 2023 року.  На додаток до трьох звичайних комплектацій Avatr також пропонується обмежена версія під назвою Avatr 011 за ціною 600 000 юанів. 

## Технічні дані
Avatr 11 — це повністю електричний автомобіль, акумулятори для якого постачатиме один із творців Avatr Technology — китайська компанія CATL. Високопродуктивні батареї мають забезпечувати відносно великий запас ходу на одному заряді, який має складати близько 700 кілометрів. Електричний позашляховик зможе розганятися до 100 км/год приблизно за 4 секунди.